# Tarra White

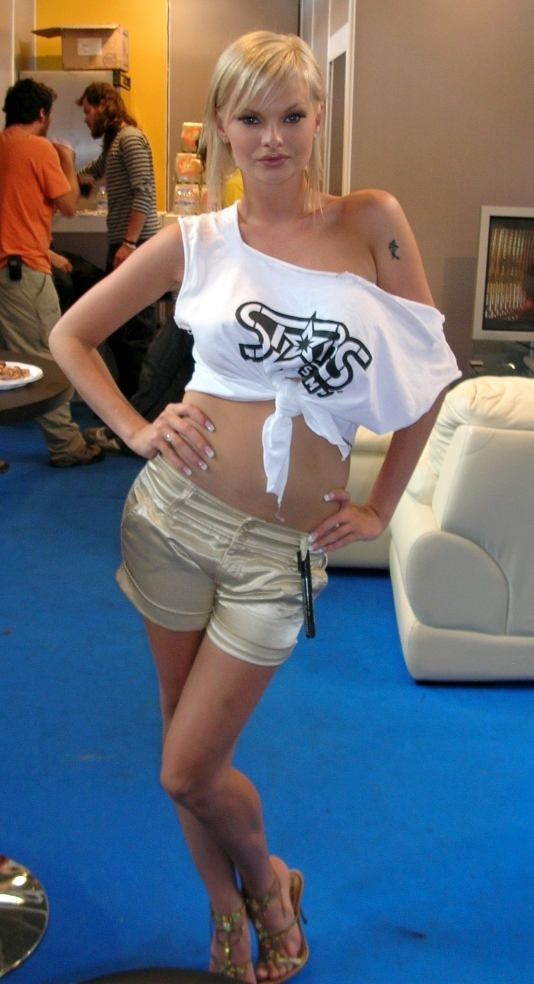
Tarra White in Madrid, 2007

Tarra White, eigentlich Martina Mrakviová (* 19. November 1987 in Ostrava, Tschechoslowakei) ist eine tschechische Pornodarstellerin.

## Leben
White begann ihre Karriere im Alter von 18 Jahren, als sie ihre erste Szene mit Robert Rosenberg in Prag drehte. Seitdem arbeitete sie mit Regisseuren wie Alessandro Del Mar, Toni Ribas und Pierre Woodman. White steht heute bei der Private Media Group unter Vertrag.
Seit Mai 2008 ist sie unter ihrem eigentlichen Namen Martina Mrakviová als Nachrichtensprecherin von Red News zu sehen, einem Programm, bei dem Frauen strippen, während sie die Nachrichten vorlesen. Diese Website wird vom tschechischen Privatsender TV Nova unterhalten.

## Filmografie (Auswahl)
- 2006: Mafia Girl
- 2007: Evil Anal 4
- 2007: Private Exotic – Sluts Of The Caribbean
- 2007: Private Exotic 2 – Madagascar Sex Resort  Private
- 2007: Private Exotic 3 – Sexual Revenge in the Tropics
- 2008: Private Life of Tarra White
- 2008: Absolute Paradise
- 2008: Ritual
- 2009: Russian Institute - Lesson 11 & 14
- 2009: Billionaire 2
- 2010: Evil Anal 11
- 2011: Inglorious Bitches
- 2012: L’innocente (The Ingenuous)

## Auszeichnungen
- 2006: Golden Star Award (Erotica Prague Festival) – Best Starlet
- 2007: Golden Star Award – Best Czech Republic Porn Actress
- 2008: Ninfa Award – Best Supporting Actress (in Wild Waves)
- 2009: Erotixxx Award – Best European Actress
- 2009: Hot d’Or – Best European Performer
- 2009: Hot d’Or – Best European Actress (in Billionaire)
- 2010: Erotixxx Award – Best International Actress
- 2014: AVN Award – Best Sex Scene in a Foreign-Shot Production (in The Ingenuous; gemeinsam mit Aleska Diamond, Anna Polina, Anissa Kate, Angel Piaff, Rita und Mike Angelo)[2]